# みらい号
みらい号 （みらいごう） は、茨城県つくばみらい市が運営し、関東鉄道守谷営業所が運行するコミュニティバス。

## 概要
つくばエクスプレスみらい平駅を中心につくばみらい市役所（伊奈庁舎・谷和原庁舎）や小絹駅、その他市内各所を結ぶ、つくばみらい市のコミュニティバスである。また、一部ルートは守谷市の守谷駅も結んでおり、年末年始（12月29日 - 1月3日）を除き、10系統で運行が行われている。運行は関東鉄道守谷営業所に委託している。
名称は2007年（平成19年）6月より行われた公募によるもので、同年8月に制定された。｢みらい号｣はつくばみらい市地域公共交通会議によって47人91作品より最優秀賞に選ばれたものである 。当初は2007年（平成19年）9月1日運行開始予定であったが、10月1日に延期され、再度9月29日に繰り上げられ運行を開始した。
バスデザインは筑波大学の教授・蓮見孝に依頼し、いくつかの案の中からつくばみらい市地域公共交通会議において制定。デザインはつくばみらい市の市章、市内小学生の描いた花の絵を組み合わせ｢トトロのネコバスのように市民に愛されるデザイン｣とした。
- みらい号（前方側面）
- みらい号（後方側面）
- バス停標識
（みらい平駅）

## 運賃
- 料金は大人200円（みらい平通勤ライナーは100円）、小人100円（みらい平通勤ライナー、通学用は50円）、65歳以上100円（割引証提示の場合）障害者100円。未就学児、障害者の介助者（1名）は無料。[5]
- 病院バスは無料。PASMO、Suica等全国の主要ICカードが使用できる。
- 一日券は大人400円、小人200円。未就学児、障害者及び介助者（1名）は無料。
- 回数券は11枚綴りで大人2000円、小人1000円（通学用の回数券は500円）。

## 年表
- 2007年
  - 6月 - 名称公募開始
  - 8月 - 名称を「みらい号」に制定。
  - 9月29日 - 2度延期と繰り上げを繰り返し、運行開始。
- 2010年
  - 4月4日 - ルートを4ルートから3ルートに変更。
- 2020年
  - 4月 - 病院バス（筑波学園病院行き）の実証実験運行が開始。
  - 4月1日 - ルートや便数を大幅変更。7ルートに増やされる。
  - 6月16日 - 国土交通省の「地域交通グリーン化事業」による補助対象事業として、当事業に電気バス1台を導入することが決定した。現在電気バスは小絹ルートにて活躍している。
- 2021年
  - 4月1日 - 病院バスの正式運行開始。
- 2023年
  - 4月1日 - 小絹ルートの運行時刻等を変更。

- 2024年
  - 4月1日 - ほぼ全ての系統の運行時刻やルートを変更予定。

## 路線(2024年4月1日〜)
ここでは、2024年4月1日からのみらい号のルートについて記載する。みらい号には10系統存在する。

### みらい平早朝ライナー
（全停留所記載。）
- みらい平駅→ふたばランド入口→柴峰ヶ丘2丁目→みらいの森公園西→みらいの森公園東→紫峰ヶ丘3丁目西→紫峰ヶ丘3丁目東→紫峰ヶ丘3丁目北→紫峰ヶ丘3丁目南→みらい平コミセン前→紫峰ヶ丘4丁目→紫峰ヶ丘5丁目→陽光台2丁目→市民センター前→みらい平駅
  - みらい平駅を起点とし、周辺の人口が多い地域を周回する。1周の所要時間は23分。通勤時間帯のみ2便運行する。[6]

### 伊奈庁舎・みらい平駅ルート
（全停留所記載。）
- みらい平駅 - 伊奈庁舎（直行便）
  - みらい平駅とつくばみらい市役所伊奈庁舎を往復で直行で運行している。伊奈庁舎行きは1日2便、みらい平駅行きは3便運行している。[6]

### 小絹駅・みらい平駅ルート
（主要停留所のみ記載。）
- みらい平駅 - 古川十字路 - 谷和原庁舎 - 谷原大橋 - 小絹駅
  - 市内2駅を茨城県道3号線を経由して結んでいる。1日上下3便ずつ運行している。[6]

### きぬ医師会病院・みらい平駅ルート
#は常総市域。$はつくば市域。（主要停留所のみ記載。） 
- みらい平駅 - 市民センター前 - カスミ富士見ヶ丘店前 - $みどりの駅 - 福岡 - 押砂 - #きぬ医師会病院 - #水海道駅 - #きぬ医師会病院 - 十和運送前 - 谷和原庁舎 - 古川十字路 - みらい平駅
  - つくばエクスプレスみらい平駅からつくば市のみどりの駅、きぬ医師会病院、水海道駅、谷和原庁舎を経由してみらい平駅に戻る系統である。右回りと左回りが存在し、右回りは1日1便、左回りは2便運行している。[6]

### みらい平・板橋不動尊ルート
（主要停留所のみ記載。）
- みらい平駅 - みらいの森公園西 - カスミ富士見ヶ丘店前 - みらい平コミセン前 - 市民センター前 - みらい平駅 - 市民センター前 - 茨城ゴルフ場前 - 伊奈東中央 - 板橋不動尊前 - 総合運動公園西 - 小張 - 市民センター前 - みらい平駅
  - みらい平駅周辺の住宅街と駅東側の地域を通るルートである。一部途中のみらい平駅止まり・始発が存在する。1日7便運行している。[6]

### 小絹・第一病院ルート
*は守谷市域。（主要停留所のみ記載。）
- *守谷駅東口 - *ヨークタウン前 - 内宿 - 小絹駅 - 絹の台中央 - 鐘の丘公園前 - 絹の台6丁目西 - 第一病院前 - 絹の台西 - 小絹コミセン入口 - まるたか前 - 西ノ台東 - まるたか前 - 小絹駅 - 内宿 - *ヨークタウン前 - *守谷駅東口
  - 小絹駅周辺地区を中心に第一病院を経由して一周するルートである。ほとんどは小絹駅〜第一病院〜小絹駅で完結するが、朝夕の上下1便ずつのみ守谷駅東口発着が存在する。

### 谷井田・守谷駅ルート
*は守谷市域。（主要停留所のみ記載。）
- *守谷駅 - 青木 - 狸渕 - 谷井田コミセン入口 - 伊奈小学校前 - 伊奈小学校南 - カスミ谷井田店 - 伊奈庁舎 - 豊体 - 青木 - *守谷駅東口
  - 市南部を通るルートである。日中は伊奈小学校前停留所を、朝夕は伊奈小学校南、カスミ谷井田店を通過する。また左回りと右回りがあり、一部伊奈庁舎発着が存在する。左回りは1日7便、右回りは5便運行されている。

### きらくやま・みらい平駅ルート
（主要停留所のみ記載。）
- みらい平駅 - 市民センター前 - 茨城ゴルフ場前 - 伊奈東中央 - 狸穴 - 狸穴西 - ひまわり台入口 - 狸穴団地前 - 狸穴入口 - 伊奈郵便局前 - きらくやまふれあいの丘 - 取手国際ゴルフ場前 - 伊奈郵便局前 - 狸穴 - 狸穴団地前 - 伊奈東中央 - 茨城ゴルフ場前 - 市民センター前 - みらい平駅
  - 市東部の駅から遠い地域を走る。一部時間帯は狸穴停留所〜狸穴団地前停留所を通過する。1日2便の運行。

### きらくやま・伊奈庁舎ルート
（主要停留所のみ記載。）
- みらい平駅 - 市民センター前 - 寺下 - 伊奈庁舎 - 伊奈小学校前 - 間宮林蔵記念館入口 - 山王新田 - 神住新田 - 城中新田 - 城中台 - きらくやまふれあいの丘 - ワープステーション江戸前 - 板橋不動尊前 - 総合運動公園西 - 小張 - 市民センター前 - みらい平駅
  - 市南東部の取手市寄りを走る。途中間宮林蔵記念館やワープステーション江戸などの市内の観光地も通過する。左回りと右回りが存在し、左回りは1日2便、右回りは3便運行している。

### 病院バス
（主要停留所のみ記載。）
- 伊奈東自治会館前 - 板橋不動尊前 - 高波 - 陽光台2丁目 - みらい平駅 - 福岡 - 筑波学園病院前（関東鉄道バス谷田部車庫）
  - 2021年4月より正式に運行開始したバスである。運賃は無料。通院者及びお見舞いで病院を利用する人のみ乗車できる。行きは乗車専用で1日2便、帰りは降車専用で同じく1日2便運行されている。行きも帰りも伊奈東自治会館前から順に停車する。[7]

## 旧路線
ここでは、2007年（平成19年）9月29日 - 2010年（平成22年）4月3日までのルートを記載する。

### 東ルート
みらい平駅を起点とし、市東部の筑波ゴルフ場、きらくやまふれあいの丘などを結んでいた。
運行ルートと停留所（全停留所記載）
- みらい平駅→高波→出山住宅前→茨城ゴルフ場→常陽ゴルフ場→畔橋→二階→高岡→大山→筑波ゴルフ場東→筑波ゴルフ場→狸穴→ひまわり台入口→狸穴団地→狸穴入口→勘兵衛新田→板橋小学校前→伊奈郵便局前→わかくさ幼稚園前→取手国際ゴルフ場→大和田入口→野堀→野堀消防小屋前→きらくやまふれあいの丘→神生→平和台住宅入口→みどり住宅前→武兵衛新田→取手国際ゴルフ場→わかくさ幼稚園前→伊奈郵便局前→板橋小学校前→勘兵衛新田→狸穴入口→勘兵衛新田児童公園入口→伊奈東中央→伊奈東自治会館前→伊奈東北→茨城ゴルフ場→出山住宅前→高波→みらい平駅

### 西ルート
みらい平駅を起点とし、市西部の小絹駅、常総ニュータウン絹の台、つくばみらい市役所谷和原庁舎を結んでいた。小貝川の西側を網羅する唯一のルートで、一部守谷市を経由していた。
運行ルートと停留所（全停留所記載。#は守谷市域）
- みらい平駅→紫峰ヶ丘1丁目→色川接骨院前→前新田入口→古川十字路→谷和原郵便局前→谷和原庁舎→小目橋→野菜選果場入口→谷原大橋→白田→舟戸→舟戸南→道畑公民館前→下小目→青古新田入口→青木→赤法花#→御出子入口→馬場→禅福寺入口→内宿→下馬木→追分→小絹駅→鈴の丘公園前→小絹中学校前→白石整形外科クリニック前→笛の丘公園前→絹の台6丁目西→鐘の丘公園前→絹の台→絹の台集会所前→小絹駅→小絹小学校入口→八坂神社→小絹上→細代入口→細代中央→寺畑入口→西ノ台桜の公園→西ノ台東→西寿荘前→西ノ台中央→西ノ台南→黒田歯科前→小絹十字路→小絹ニュータウン入口→JA小絹ホール入口→川崎入口→川崎本田→宮戸本田→宮戸→大袋→谷和原庁舎→谷和原郵便局前→古川十字路→保健福祉センター→西丸山→前新田入口→色川接骨院前→紫峰ヶ丘1丁目→みらい平駅

### 南ルート
みらい平駅を起点とし、市南部のワープステーション江戸、つくばみらい市役所伊奈庁舎などを結んでいた。
運行ルートと停留所（全停留所記載）
- みらい平駅→高波→愛宕住宅前→愛宕→小張→宮田歯科前→総合運動公園入口→西山→板橋不動尊前→板橋小学校前→伊奈郵便局前→南太田住宅前→伊奈東中学校入口→南太田→ワープステーション江戸→久保浄水場→上島→中島→三島小学校入口→すみれ幼稚園前→下島→留浦→伊丹神橋→伊丹排水機場→城中新田→城中倉庫前→東小学校下→伊丹排水機場→伊丹神橋→神住新田→第一保育所前→七期住宅→山王新田→山王新田農村公園入口→一期住宅→下平柳→中平柳→上平柳→間宮林蔵記念館入口→上平柳処理場入口→四期住宅→コミセン入口→谷井田小学校前→南谷井田→谷井田中央→谷井田→農協前→西谷井田→弥柳→山谷→狸渕→第三保育所前→いなの里→伊奈庁舎→図書館入口→福田→伊奈中学校入口→豊体→市野深→市野深入口→寺下→小張下宿→小張→愛宕→愛宕住宅前→高波→みらい平駅

### 北ルート
みらい平駅を起点とし、つくばみらい市役所谷和原庁舎や市北部の福岡堰などを結んでいた。
運行ルートと停留所（全停留所記載）
- みらい平駅→紫峰ヶ丘1丁目→色川接骨院前→黎明→真木集落センター前→日川地蔵堂前→寺前橋前→日川中集会所前→日川公民館入口→第一保育所前→城山運動公園入口→南→福岡小学校前→福岡寺前→福岡→逆川→鹿島神社→福岡堰さくら公園→北山道祖神前→水門→根新田→押砂→大和橋→十和運送前→十和小学校入口→ひしぬま歯科入口→岩本商店→下長沼農村公園前→保健福祉センター→西丸山→古川十字路→谷和原郵便局前→谷和原庁舎→谷和原郵便局前→古川十字路→古川新田→古川新田南→奉社→前新田→色川接骨院前→紫峰ヶ丘1丁目→みらい平駅